# Diego Calvo
Diego Gerardo Calvo Fonseca, conhecido apenas por Diego Calvo (San José, 25 de março de 1991), é um futebolista costa-riquenho que atua como atacante. Atualmente, joga pelo Vålerenga.